# Lengwe National Park
Lengwe National Park är en nationalpark i Malawi.   Den ligger i regionen Southern Region, i den södra delen av landet, 270 km söder om huvudstaden Lilongwe. Lengwe National Park ligger 117 meter över havet.